# Африканский корпус (Россия)
Африканский корпус — российская военизированная структура, созданная в конце 2023 года и начале 2024 года для охраны российских военных и экономических интересов в государствах Африки, главным образом интересов Геннадия Тимченко (группа компаний «Стройтрансгаз» и ПАО «Новатэк») и Юнус-Бека Евкурова (Министерство обороны Российской Федерации (Минобороны России)).

## История
Первые сообщения о создании Африканского корпуса появились в ноябре 2023 года, при этом указывалось, что он станет преемником ЧВК «Вагнер», которая до 2023 года активно действовала в государствах Африки. Отмечалось, что один из пунктов отбора добровольцев находится в Молькино, где ранее располагался штаб и полигон ЧВК «Вагнер». 
Как сообщила газета «Ведомости» в декабре 2023 года, корпус должен действовать в Буркина-Фасо, Ливии, Мали, ЦАР и Нигере, полноценно заменить группу «Вагнера» удалось лишь в Буркина-Фасо, Нигере и Мали. В Ливии корпус работает совместно с ЧВК «Вагнер», а ЦАР до сих пор работает лишь с ЧВК «Вагнер». Подчиняться он должен Минобороны России, его курирует заместитель министра обороны генерал армии Юнус-Бек Евкуров. При этом, как пояснил «Ведомостям» один из бойцов, ранее служивший в ЧВК «Вагнер» и работающий в Мали, их «перевели на финансирование от Росгвардии».
В январе 2024 года Африканский корпус в своём официальном Telegram-канале сообщил, что в столицу Буркина-Фасо Уагадугу прибыл российский военный контингент в составе 100 человек и что позднее его численность будет доведена до 300 военнослужащих. Российские военные, по его словам, должны заниматься «защитой местного населения от нападений террористов», обучением местных военных, а также охраной «президента переходного периода» Ибрагима Траоре.
В январе 2025 года в Мали была замечена колонна российской техники, которая предположительно принадлежит Африканскому корпусу.